# خانقاه نعمت‌اللهی (کرمانشاه)

خانقاه نعمت‌اللهی کرمانشاه

مقبرۀ میرزا عبدالحسین ذوالریاستین شیرازی (مونس‌علیشاه) در خانقاه نعمت‌اللهی کرمانشاه

خانقاه نعمت‌اللهی کرمانشاه یک خانقاه متعلق به سلسله نعمت‌اللهی است که در شهر کرمانشاه و خیابان هلال احمر این شهر قرار گرفته‌است. این خانقاه در سال ۱۳۱۵ به عنوان دومین خانقاه سلسلهٔ نعمت‌الهی تأسیس شد. قبر میرزا عبدالحسین ذوالریاستین شیرازی در این خانقاه قرار دارد.

## تاریخچه
خانقاه نعمت‌اللهی کرمانشاه دومین خانقاه این سلسله بود که سال ۱۳۱۵ خورشیدی خریداری و تأسیس شد. در آن زمان میرزا عبدالحسین ذوالریاستین شیرازی (مونس‌علیشاه) پیر طریقت این سلسله بود که پس از درگذشت وی در سال ۱۳۳۲، به وصیت وی در این خانقاه به خاک سپرده شد. در هنگام ساخت خانقاه، مقداری مستغلات نیز برای آن ساخته و اضافه شد.
خانقاه نعمت‌اللهی کرمانشاه پس از درگذشت ذوالریاستین در سال ۱۳۳۴ خورشیدی به توصیه جواد نوربخش وقف طریقت نعمت‌اللهی شد و تولیت آن به پیر طریقت واگذار گردید. وقفنامهٔ رسمی و ثبتی این خانقاه به شمارهٔ ۹۳۲ در تاریخ ۱۷ خرداد ۱۳۴۱ خورشیدی در دفترخانهٔ رسمی شمارهٔ ۱۷۵ حوزهٔ تهران تنظیم و صادر گردید.
علاوه بر میرزا عبدالحسین ذوالریاستین شیرازی، احمدخان ایلخانی صارم‌الایاله (قوامعلی) از خاندان حاجی‌زادگان کلهر نیز که مدتی سرپرست این خانقاه بود، در سال ۱۳۳۷ در همین خانقاه دفن شده‌است.